# Philoktétész

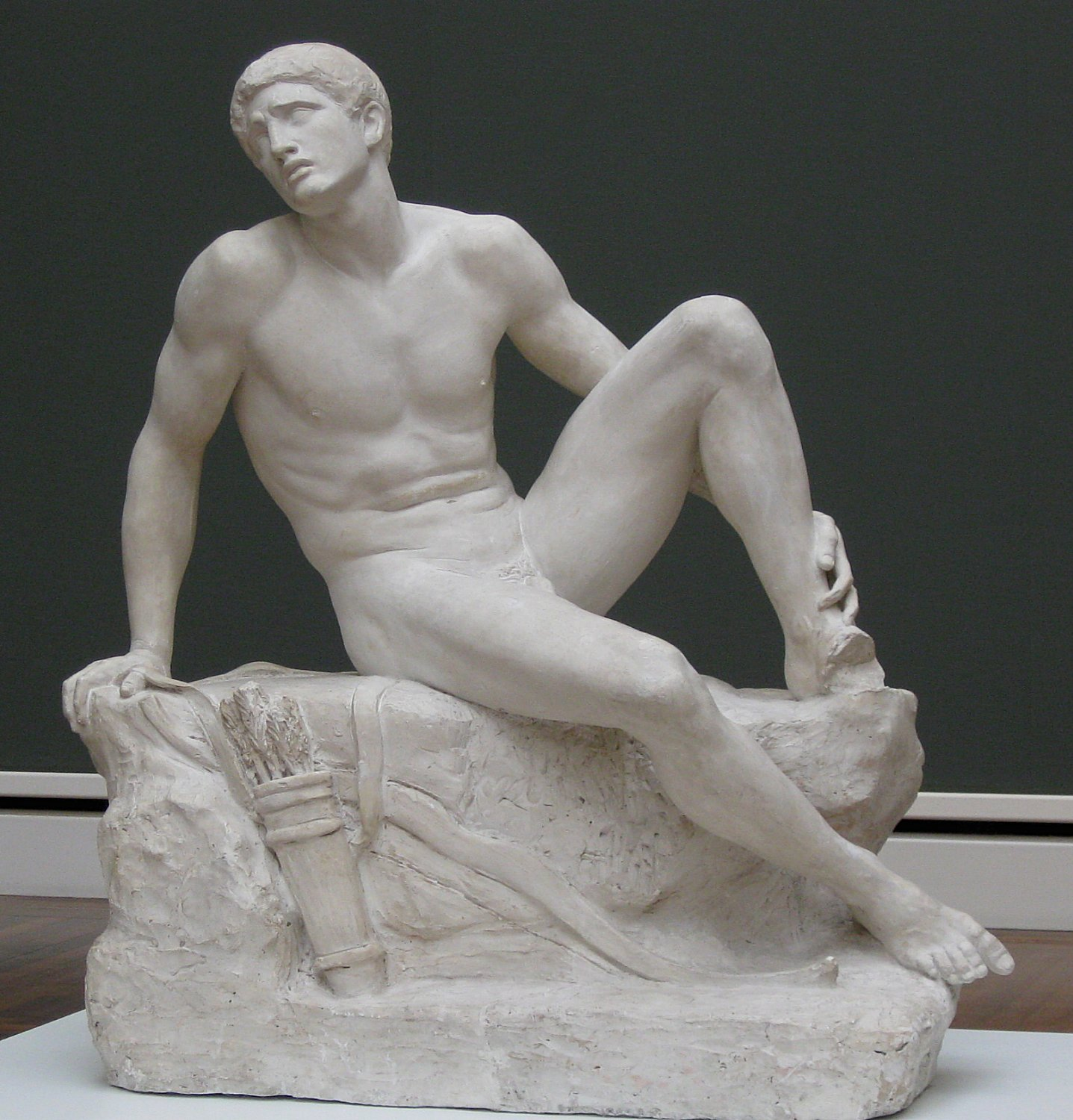
Adolf von Hildebrand: Philoktétész (1886)

Philoktétész királyfi a görög mitológiában, Poiasz és Démonassza vagy Methóné fia. A görögök oldalán részt vett a trójai háborúban és elkísérte Iaszónt az aranygyapjú keresésében.
Fiatalkorában Héraklész fegyverhordozója és barátja volt. Ő volt az egyedüli, aki vállalta, hogy a szenvedő Héraklész alatt meggyújtsa a máglyát. Jutalmul ő kapta meg a hős íját és Hüdra epéjébe mártott mérgezett nyílvesszőket.
A trójai háborúba hét hajóval indult el. Először Tenedosz szigetén kötöttek ki, mivel először azt hitték az Trója. Itt Tenész (Apollón fia) uralkodott, aki barátságtalanul fogadta a görögöket, ezért Akhilleusz megölte. Apollón dühében Philoktétészen állt bosszút. Megmarta egy kígyó, sebe elmérgesedett. Mivel a görögök nem bírták elviselni a sebből áradó bűzt és Philoktétész jajveszékelését, ezért Agamemnón parancsára Odüsszeusz kitette őt Lémnosz szigetén. A háború tizedik évében a görögök elhatározták, hogy visszahívják, mert egy jóslat szerint Philoktétész és a csodafegyverei nélkül nem győzhettek. Ugyanakkor Philoktétésznek megjelent a halott Héraklész, és azt mondta, hogy Trója alatt meggyógyul. Odüsszeusz és Akhilleusz fia, Neoptolemosz mentek vissza Lémnoszra, hogy a súlyosan beteg harcost Trójába vigyék, de ez csak csellel sikerült. A szigetre száműzetés miatt hét trójai szüzet és húsz lovat kapott a görögöktől. A trójai táborban Makhaón meggyógyította Philoktétészt, aki utána részt vett a harcokban. Ő nyilazta le Pariszt a Héraklésztől kapott egyik nyíllal.

## A művészetben
- Parrhasziosz: Szenvedő Philoktététsz (kép)
- Szophoklész: Philoktétész (tragédia)
- Aiszkhülosz és Euripidész is írtak egy-egy tragédiát Philoktétészről, de ezek nem maradtak fenn.[1]
- André Gide: Philoctète (színmű)
- Somlyó György: Philoktétész sebe (tanulmányok)